# ایکس فاکتور (مجموعه تلویزیونی بریتانیا)
ایکس فکتر (به انگلیسی: The X Factor، به معنی:توانایی و استعداد ویژه) یک مسابقه استعدادیابی خوانندگی در بریتانیا است و توسط سایمون کاول در سپتامبر ۲۰۰۴ ساخته شد و ۸ سری از آن تا به حال به روی آنتن رفته‌است و هم‌اکنون توسط آی‌تی‌وی در انگلستان پخش می‌شود. این برنامه الهام بخش و آغازگر برنامه زیادی به همین نام در سایر کشورها بود.

## داوران
از داوران می‌توان به سایمون کاول، شارون آزبرن، لوئیس والش، پائولا عبدل، دنی مینوگ، شریل کول، مل بی، برایان فرایدمن، گری بارلو، تالیسا و کلی رولند و لوئی تاملینسون نام برد.

## برندگان
- استیو بروکستین (فصل ۱)
- شین وارد (فصل ۲)
- لیونا لوئیس (فصل ۳)
- لئون جکسون (فصل ۴)
- الکساندرا برک (فصل ۵)
- جو مک‌الدری (فصل ۶)
- مت کاردل (فصل ۷)
- لیتل میکس (فصل ۸)
- جیمز آرتور (فصل ۹)
- سام بیلی (فصل ۱۰)
- بن هینو (فصل ۱۱)
- لوئیسا جانسون (فصل ۱۲)
- مت تری (فصل ۱۳)
- راک-سو (فصل ۱۴)
- دالتون هریس (فصل ۱۵)